# Kikinda

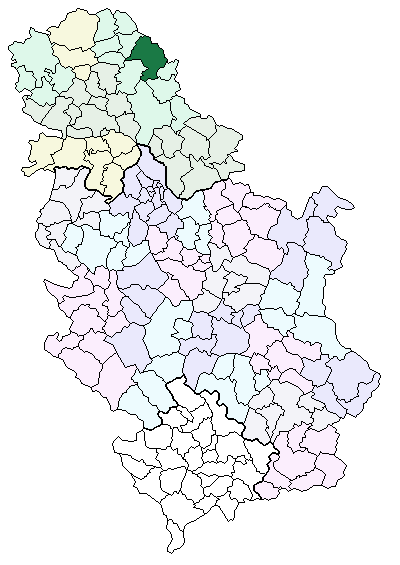
Kikinda i Serbien

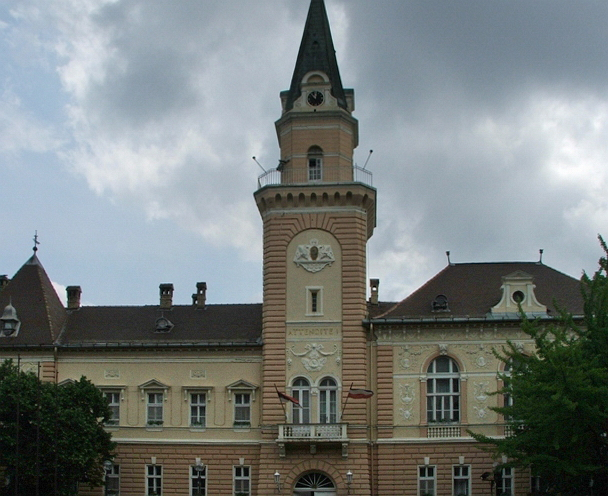

Kikinda (kyrilliska: Кикинда, ungerska: Nagykikinda, rumänska: Chichinda Mare) är en stad i den norra serbiska provinsen Vojvodina. Staden har 37 000 invånare (kommunen har 60 000). De flesta av invånarna är serber (76,4%), därefter ungrare (12,8%).

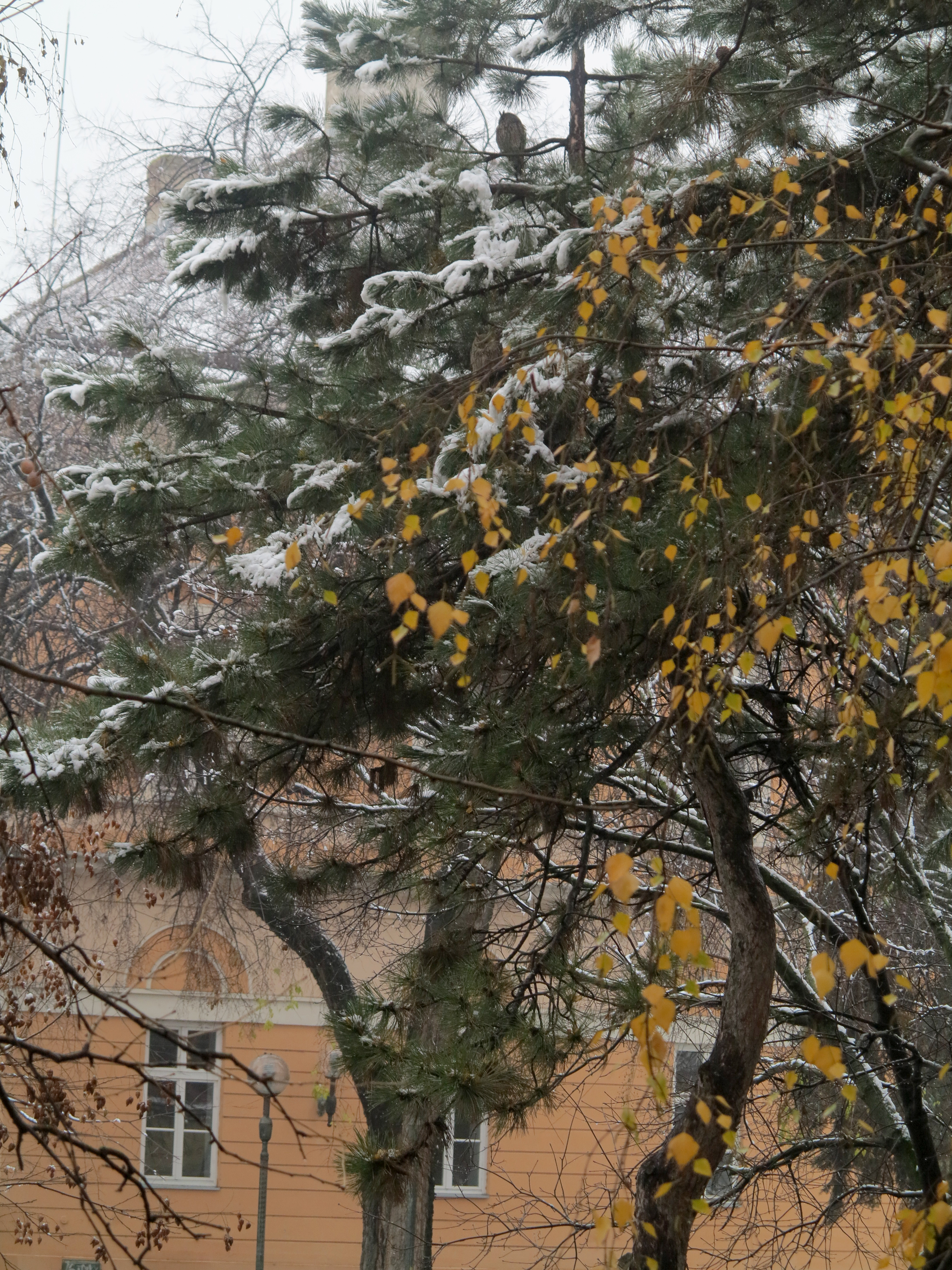
En hornuggla som sitter i ett av träden i centrala Kikinda, Serbien.

Hos fågelskådare är Kikinda känt för det stora antalet hornugglor som flyttar in i stadens parker under vintermånaderna.

## Orter
Följande orter ligger i kommunen:
- Banatska Topola (Банатска Топола)
- Banatsko Veliko Selo (Банатско Велико Село)
- Bašaid (Башаид)
- Iđoš (Иђош)
- Nakovo (Наково)
- Mokrin (Мокрин)
- Novi Kozarci (Нови Козарци)
- Rusko Selo (Руско Село)
- Sajan (Сајан)

## Vänort
- Narvik, Norge